# Geschlechterwissen
Geschlechterwissen (auch Genderwissen, von englisch gender knowledge) ist ein wissenssoziologischer Oberbegriff für das gesamte gesellschaftlich verfügbare Wissen über Geschlechterverhältnisse im Lebensalltag, in verschiedenen spezialisierten Kontexten und in der Wissenschaft. Der Begriff wurde 2003 von Irene Dolling eingeführt. Der Gegenbegriff ist „Geschlechtsblindheit“. Als Gegenteil zum Geschlechterwissen gilt die Tabuisierung von Geschlechterwissen durch das Prinzip der Geschlechtsneutralität.
Da das Geschlecht in menschlichen Gesellschaften zu den frühsten und grundlegendsten Identitätsmerkmalen gehört, ist es im Lebensalltag für Menschen von großer Bedeutung, über das in ihrer Gesellschaft geltende, implizite und explizite Geschlechterwissen zu verfügen. Jenseits des Lebensalltags können sich in Gesellschaften Spezialbereiche des Geschlechterwissens entwickeln, etwa in Religion, Milieu, Beruf oder Politik. Darüber hinaus gibt es wissenschaftliches Geschlechterwissen, das durch die Erforschung von lebensalltäglichem Geschlechterwissen und Spezialgeschlechterwissen entsteht und in Theorien beschrieben wird. Es ist „Wissen über Wissen“.

## Definition
Dölling hatte 2003 gemeinsam mit Sünne Andresen und Christoph Kimmerle eine umfassende Ausarbeitung des Begriffs vorgelegt. Andresen und Dölling definieren Geschlechterwissen als verschiedene Arten von kollektivem Wissen der Gesellschaft über den Unterschied zwischen den Geschlechtern, die Argumentation über Selbstverständlichkeit und Evidenz dieser Unterschiede, die vorherrschenden Vorstellungen über die richtigen Geschlechterverhältnisse sowie über die Arbeitsteilung zwischen Männern und Frauen. Die Arten des Genderwissens sind nicht nur verschiedener Art und auf unterschiedlichem Stand, sondern sie stehen auch in einem „Wettstreit“.
Das Konzept des Genderwissens spricht das menschliche Bedürfnis an, etwas gründlicher zu erforschen. Die Analyse des „Genderwissens“ der Gesellschaft bedeutet daher im weitesten Sinne zu untersuchen, was Menschen unter Geschlecht verstehen.

## Vorläufer des Begriffs Geschlechterwissen
Bevor sich der wissenssoziologische Oberbegriff Geschlechterwissen im deutschsprachigen Raum entwickelte, gab es andere Oberbegriffe, um dieses Wissensgebiet zu bezeichnen, die jedoch nur geringe Verbreitung fanden. Die Bezeichnungen bezogen sich primär auf alltagsweltliches Geschlechterwissen:
- 1977: Genderismus oder Geschlechtsglauben (englisch: genderism, gender belief system), Erving Goffman[9]
- 1984: Alltagstheorie der Zweigeschlechtlichkeit, Carol Hagemann-White[10]
- 1996: Zweigeschlechtlichkeit als Wissenssystem, Stefan Hirschauer[11]
- 2002: Zeitgenössisches Differenzwissen, Angelika Wetterer[12][13]

## Gegenbegriffe: Geschlechtsblindheit, Geschlechtsneutralität

### Geschlechtsblindheit
Geschlechtsblindheit bzw. Geschlechterblindheit ist ein Gegenbegriff zum Begriff Geschlechterwissen. Er bezeichnet die unbewusste oder bewusste Ausblendung von Geschlechtszuschreibungen im Wissensvorrat einer Gesellschaft. Geschlechtsblindheit bzw. das Ausblenden des Geschlechts als Kategorie in Gesellschaft, Beruf, Forschung und Wissenschaft hat tiefgreifende Folgen:
- Geschlechterverhältnisse werden unsichtbar.
- Es entstehen tiefgreifende Erkenntnisdefizite und eine Verzerrung von Wissen durch unbewusste traditionelle Geschlechtsrollenstereotype.
- Die Weiterentwicklung von Wissen wird behindert.[14][15][16][17][18][19][20][21][22]

Menschliche Gesellschaften und ihre Wissensbestände sind in zahllosen Bereichen von Geschlechtszuschreibungen durchzogen. Lange ging man von einer „gegebenen, unveränderlichen und naturhaften Essenz der Geschlechterdifferenz“ aus. Dies war Teil eines naiven lebensweltlichen Alltagsglaubens. Geschlechtszuschreibungen galten als selbstverständlich, unveränderlich, wirklich, wahr und unhinterfragbar.
Mit der Aufklärung begannen die Frauenbewegung, die Frauenforschung und später die Geschlechterforschung auf Geschlechtszuschreibungen und die Möglichkeit ihrer Veränderung aufmerksam zu machen.

### Dominantes Prinzip heute: Geschlechtsneutralität
Geschlechtsneutralität (Adjektiv „geschlechtsneutral“) bzw. Geschlechterneutralität ist der moderne Gegenbegriff zum Begriff Geschlechterwissen. Mit dem Prinzip der Geschlechtsneutralität soll Geschlechtsblindheit vermieden werden. Dabei wird die Ansicht vertreten, dass Gerechtigkeit und Gleichheit durch die Vermeidung von Geschlechterkategorien gelingen kann: „Zur Vermeidung einer Orientierung an Geschlechterstereotypen wird das Nicht-Differenzieren als bevorzugtes Prinzip“ gewählt. Kennzeichen dieser Haltung ist es, bestehende „Unterschiede im Sinne eines gerechteren Umgang mit Geschlecht zu negieren“ und dies als Qualitäts- und Objektivitätskriterium zu verstehen.
Das Prinzip der Geschlechtsneutralität ist heute zum weitgehend dominanten Prinzip in Alltag, Beruf, Wirtschaft und Wissenschaft geworden. Es ist die moderne Variante früherer Geschlechtsblindheit, da menschliche Gesellschaften und ihre Wissensbestände weiterhin von Geschlechtszuschreibungen durchzogen bleiben. Geschlechtsneutralität wird deshalb auch als Mythos, Illusion, Fiktion oder als das Gegenteil von Aufklärung bzw. Geschlechterwissen bezeichnet. Tatsächlich wird Geschlechterwissen durch das Prinzip der Geschlechtsneutralität zum Tabu.
Mit der digitalen Erweiterung, Verflechtung und Beschleunigung der Kommunikationsräume ist das Ringen um Offenlegung bzw. Tabuisierung von Geschlechterwissen zu einem der zentralen Schauplätze im „neuen Kulturkampf“ der Gegenwart geworden.

## Wissensstruktur

### Wissenstypen
Die Struktur des gesellschaftlichen Geschlechterwissens wurde 2008 von Angelika Wetterer wissenssoziologisch beschrieben und strukturiert. Dabei werden drei Idealtypen gesellschaftlichen Geschlechterwissens unterschieden: „alltagsweltliches Geschlechterwissen“, „Wissen des wohlinformierten Bürgers und von Gender-Expertinnen“, „wissenschaftliches Wissen und feministische Theorie“.

#### Alltagsweltliches Geschlechterwissen
Menschen verfügen in allen Gesellschaften über „ein inkohärentes und plurales Erfahrungswissen, das Handlungsfähigkeit ermöglicht und den sinnhaften Aufbau der Alltagswirklichkeit ebenso voraussetzt wie fortschreibt“. Es ist ein Rezeptwissen (Alfred Schütz), das in hochgradig automatisierten Routinen besteht, von fragloser Selbstverständlichkeit ist und laufend aktualisiert wird. Es sind Denk-, Wahrnehmungs- und Handlungsschemata (Pierre Bourdieu), die Menschen sich alltagspraktisch aneignen und die ihnen situations- und kontextadäquates Handeln ermöglichen. Dadurch entsteht sowohl individuell als auch gesellschaftlich Erwartungssicherheit.
Alltagsweltliches Geschlechterwissen ist weitgehend unbewusst (vorreflexiv), so dass es „mehr im Körper als im Kopf“ steckt. Gerade weil es als Wissen verinnerlicht ist, funktioniert es ohne weiteres Nachdenken. Es gehört zum großen Bereich des impliziten Wissens.
Ein „Vergessen von Geschlecht“ (undoing gender) oder Geschlechtsneutralität ist zwar theoretisch möglich, praktisch allerdings in der Regel unmöglich, da geschlechterkompetentes Verhalten gesellschaftlich erwartet wird. Verhalten, das vom soziokulturell jeweils erwarteten Geschlechterverhalten abweicht, gilt in der Regel als inkompetentes Verhalten und wird abgewertet bzw. bestraft. Heute gilt Geschlechtsneutralität zwar als modern, wird vielfach erwartet und rhetorisch erzeugt, doch damit werden Geschlechterverhältnisse keineswegs aufgehoben, sondern meist lediglich verschleiert.

#### Spezialbereiche des Geschlechterwissens
Im Gegensatz zum alltagsweltlichen Geschlechterwissen ist das Geschlechterwissen des „wohlinformierten Bürgers“ oder von „Gender-Expertinnen“ nicht mehr weitgehend unbewusst, sondern „ein Stück weit reflexiv geworden“, weil sich der relevante Wirklichkeitsausschnitt nicht mehr auf die Grenzen der persönlichen, alltäglichen Lebenswelt beschränkt.

#### Wissenschaftliches Geschlechterwissen
- Alltagsweltlich geprägtes Wissen

Die Wissenschaften untersuchten Geschlechterverhältnisse zwar seit ihren Anfängen, doch bei der Analyse kommt es weiterhin zu „stillschweigenden Anleihen beim alltagsweltlichen Geschlechterwissen“. Wissenssoziologisch gesehen ist dies insofern eine Art von Wissen, die sich nicht konsequent nach innerwissenschaftlichen Gütekriterien richtet, sondern in Bezug auf Geschlechterverhältnisse auf Alltagswissen zurückgreift („Modus 1-Wissen“). Hier neigt der wissenschaftliche Erkenntnisprozess noch dazu, „Wahrnehmungs- und Denkkategorien als Erkenntnismittel zu verwenden, die er als Erkenntnisgegenstände zu behandeln hätte“ und offenbart dabei „Rechtfertigungsabsichten“ alltagsweltlichen Geschlechterwissens. Dabei entstehen „Wissenschaftsmythen“, die sich oftmals lange halten und immer weiter fortschreiben.
Ein frühes Beispiel für alltagsweltlich geprägtes Geschlechterwissen in der Wissenschaft ist die – leicht widerlegbare – Annahme von Aristoteles, Frauen hätten weniger Zähne als Männer. Dies wurde in der römischen Frauenheilkunde übernommen und konkretisiert: Vindicianus gibt an, dass Frauen 30 Zähne haben.
- Konsequent wissenschaftlich geprägtes Wissen

Erst mit der konstruktivistischen Wende wurde begonnen, Geschlechterwissen konsequent nach innerwissenschaftlichen Gütekriterien zu gewinnen („Modus 2-Wissen“). Damit entstand zunehmend komplexes, „handlungsentlastendes, von alltagsweltlichen Sinnbezügen radikal freigesetztes systematisches Geschlechterwissen“. Aufgrund seiner Komplexität ist es allerdings für den Lebensalltag und in der feldspezifischen Verwendung nur bedingt von Nutzen. Vielfach stiftet es hier Verwirrung und wird deshalb oft nicht nur übergangen, sondern auch aktiv abgewehrt und diffamiert.

### Wissen auf Mikro-, Meso- und Makro-Ebenen
Geschlechterwissen unterscheidet sich nach Mikro-, Meso- und Makro-Ebenen:
- Makro-Ebene: Objektives, gesellschaftliches oder kollektives Geschlechterwissen bezeichnet den geteilten Wissensfundus zu den als richtig angesehenen Geschlechterverhältnissen in einer gesamten Gesellschaft. Es basiert auf vorherrschenden gesellschaftlichen Normen von den 'richtigen' Geschlechterverhältnissen.
- Meso-Ebene: Feldspezifisches Geschlechterwissen bezeichnet den geteilten Wissensfundus zu den als richtig angesehenen Geschlechterverhältnissen, der in einem bestimmten sozialen Feld dominiert. Es basiert auf den dort vorherrschenden gesellschaftlichen Normen von den 'richtigen' Geschlechterverhältnissen in diesem Feld und kann vom gesamtgesellschaftlichen Geschlechterwissen abweichen.
- Mikro-Ebene Subjektives oder individuelles Geschlechterwissen bezeichnet den biographisch aufgeschichteten, oftmals widersprüchlichen Wissensfundus. Es basiert auf den verschiedenen biographischen Erfahrungen, welche Geschlechterverhältnisse als richtig angesehen werden.[42]

### Wissensformen
Geschlechterwissen liegt in unterschiedlichen Wissensformen vor:
- Praktisches Geschlechterwissen dient sowohl der kompetenten Darstellung von Geschlecht (Gesten, Kleider, Körpertraining, Make-up etc.) als auch der kompetenten Zuschreibung von Geschlecht.
- Bildförmiges Geschlechterwissen dient der symbolischen Darstellung von Geschlecht durch Artefakte, d. h. durch Strukturen, Gegenstände, Abbildungen (geschlechterspezifische Farben, geschlechterspezifische Symbole etc.).
- Kognitives und sprachförmiges Geschlechterwissen dient der Darstellung von Geschlecht durch Sprache und sprachlich formulierte Wissenssysteme.[11]

## Sprach- und Begriffsstruktur
Jede Sprache verfügt über sprachliche Strukturen und Begriffe, um Geschlechterwissen zu transportieren und herzustellen. Diese Strukturen und Begriffe verändern sich im Rahmen der laufenden Gesellschafts- und Sprachentwicklung – nicht nur in der Umgangssprache, sondern auch feldspezifisch (Fachsprache) und in der Wissenschaftssprache.

### Alltagssprache
Da das alltagsweltliche Geschlechterwissen weitgehend zweigeschlechtlich (dual) strukturiert ist (binäre Geschlechterordnung), sind auch die zugehörigen umgangssprachlichen Strukturen und Begriffssysteme zweigeschlechtlich (binär) strukturiert.
Zu sprachlichen Strukturen, die das in einer Sprache eingelagerte Geschlechterwissen transportieren, gehört beispielsweise das generische Maskulinum. Zum alltagssprachlichen Begriffssystem von Geschlechterwissen gehören sämtliche Begriffe, die Geschlecht direkt oder indirekt ausdrücken. In der deutschen Sprache sind dies beispielsweise Begriffe wie Mann, Frau, männlich, weiblich, Geschäftsführer, Krankenschwester etc.

#### Sprachentwicklung und Bedeutungswandel
Im Rahmen der Sprachentwicklung verändern sich auch die Begriffe von alltagsweltlichem Geschlechterwissen. Dabei kommt es zu allen Formen von Entwicklung – auch Bedeutungswandel, Bedeutungsverschlechterung, Bedeutungserweiterung, Bedeutungsverengung oder Verschwinden von Begriffen.
Dabei entstehen in Sprachen auch übergeordnete Begriffe wie Männlichkeit, Weiblichkeit, Herrschaft, Bruderschaft oder Mutterschaft. Darüber hinaus entwickeln sich auch weitere übergeordnete Begriffe, um psychosoziales Geschlechterwissen alltagssprachlich auszudrücken und herzustellen.
Die Differenzierung des wissenschaftlichen Geschlechterwissens fließt seit langem in die Alltagssprache ein und führen zu sprachlichem Wandel. So werden wissenschaftliche Fachbegriffe mit der Zeit in die Umgangssprache übernommen. Dazu zählt in der deutschen Sprache beispielsweise der im 18. Jahrhundert entstandene Begriff Geschlechtscharakter oder heute der aus der Wissenschaft übernommene Begriff Geschlechterrolle. Teilweise erzeugen wissenschaftliche Begriffe im alltäglichen Geschlechterwissen aber auch Befremden, Kritik bis hin zu Abwehr, Abwertung und gezielte negative Aufladung (Pejorisierung). Die Begriffe erfahren damit eine Bedeutungserweiterung. Neben dem Fachbegriff als analytisch-neutralem Instrument zur Erforschung von wissenschaftlichem Geschlechterwissen wird der Begriff in der Alltagssprache zum Pejorativum. Beispiele hierfür sind vor allem die aus der englischsprachigen Geschlechterforschung kommenden Fachbegriffe Gender oder Genderismus.
Ein Paradebeispiel für das Phänomen der Bedeutungsverschlechterung in der historischen Linguistik ist die Bedeutungsverschlechterung von Frauenbezeichnungen in der Umgangssprache (heutige Bezeichnungen: Weib, Magd, Dirne, Frau, Fräulein).
Beispiele für das weitgehende Verschwinden von Begriffen aus der Umgangssprache sind Worte wie Geschlechtsvormundschaft, väterliche Gewalt oder Geschlechtscharakter.

### Wissenschaftssprache
Alltagsweltliches Geschlechterwissen fließt solange auch in die Wissenschaften ein, bis Geschlechterverhältnisse selbst zum Untersuchungsgegenstand der einzelnen wissenschaftlichen Disziplinen werden. Dies wurde vom Pionierwerk Das andere Geschlecht von Simone de Beauvoir 1949 angestoßen, wodurch sich die Geschlechterforschung entwickelte.
Seitdem wurden Geschlechterverhältnisse zunehmend Gegenstand wissenschaftlicher Analysen in unterschiedlichen Wissenschaftsdisziplinen, um wissenschaftlich fundiertes Geschlechterwissen zu gewinnen. Sie werden mithilfe unterschiedlicher wissenschaftlicher Begriffsinstrumente und Methoden analysiert, beschrieben und in Theorien zusammengefasst.

#### Begriffsinstrumente zur Erforschung von Geschlecht
Innerhalb der Wissenschaftssprache wurden mit der Zeit unterschiedliche wissenschaftliche Begriffssysteme entwickelt, die als Instrumente und transparente Grundlage dienen, um Geschlechterverhältnisse analysieren zu können. Dazu zählen heute insbesondere:
- Geschlechterrolle / Geschlechterrollenstereotype
- Gender, Doing Gender, Undoing Gender
- Geschlechtshabitus

##### Entwicklung Begriffsinstrumente: Geschlechtscharakter, Geschlechterrolle, Gender, Doing Gender, Geschlechterstereotype, Geschlechtshabitus
Die polarisierende Unterscheidung von männlichem und weiblichem Habitus war unter anderem ein zentraler Aspekt der Verbürgerlichung westlicher Gesellschaften und der Durchsetzung des zugehörigen polaren Geschlechterideals. Dabei erhielt die Kontrastierung von Mann und Frau im Vergleich zu anderen Gesellschaften im letzten Drittel des 18. Jahrhunderts eine „neue Qualität“: An die Stelle von Standesdefinitionen traten universale Charakterdefinitionen, die „als eine Kombination von Biologie und Bestimmung aus der Natur abgeleitet und zugleich als Wesensmerkmal in das Innere des Menschen verlegt“ werden.
Zur Beschreibung haben sich unterschiedliche Begriffe entwickelt:
- Ende des 18. Jahrhunderts wurde zunächst auf das Konzept des Charakters zurückgegriffen, um den Begriff Geschlechtscharakter zu beschreiben. Er gilt jedoch mittlerweile als weitgehend veraltet.[45]
- Mit dem Aufkommen des Konzepts der sozialen Rolle setzte sich im 20. Jahrhundert zunehmend der Begriff Geschlechtsrollencharakter, Geschlechtsrolle bzw. Geschlechterrolle durch.

Mit der zunehmenden Erforschung der Unterscheidungskategorie Geschlecht (engl.: sex) stellte sich die Ableitung aus Biologie und Natur als unhaltbar heraus. Es entwickelten sich neue Begriffe:
- Zunächst etablierte sich ab 1975 im englischen Sprachraum und später auch im Deutschen das Konzept „Gender“ und mit der praxeologischen Wende ab Ende des 20. Jahrhunderts das Konzept des Doing Gender.[46]
- Die im englischen Sprachraum gebräuchlichen Termini gender stereotypes und sex-role stereotypes finden sich schon seit Ende der 1960er Jahre in wissenschaftlichen Untersuchungen.[47] Im Deutschen werden beide Begriffe meist mit der gängigen Übersetzung Geschlechterstereotype wiedergegeben.[48] Deutlich seltener wird von Geschlechtsrollenstereotypen gesprochen, das sich auf Annahmen hinsichtlich der Geschlechtsrolle bezieht; dieser Begriff wird von Geschlechterstereotype eingeschlossen.[49]
- Seit Etablierung des Konzepts des Habitus Ende des 20. Jahrhunderts setzt sich zunehmend der Begriff Geschlechtshabitus durch, der die Psycho- und Soziogenese von Gender bzw. Doing Gender wissenschaftlich erklärt.[50]
- Siehe auch Binäre Geschlechtsidentität.

In der Alltagssprache wird noch weitgehend der Begriff der Geschlechterrolle bzw. Geschlechtsrolle verwendet. Damit geht meist ein wenig differenzierteres Konzept von Geschlecht als biopsychosozialer Kategorie sozialer Ordnung und sozialer Differenzierung einher. Teilweise sind dabei differenziertere Fachbegriffe nicht nur unbekannt, sondern wirken für die eigene Identität bedrohlich und werden abgelehnt. Im Vergleich zu den mittlerweile hoch differenzierten Fachbegriffen erscheinen geschlechtsbezogene Begriffe der Alltagssprache oftmals als unterkomplex bzw. als „naive, simplifizierende Vorstellung von Geschlecht als naturhafte, unveränderliche, an-sich-so-seiende Tatsache jenseits sozialer, kultureller und spezifisch historischer Bedingtheiten“.

#### Begriffsinstrumente zur Erforschung von Wissenssystemen über Geschlechterverhältnisse
Zur Bezeichnung bzw. Untersuchung von Wissenssystemen über Geschlechterverhältnisse wurden folgende Begriffsinstrumente genutzt:
- Genderismus (engl.: genderism)[9]
- Geschlechtsglauben (engl.: gender belief system)[9]
- Geschlechterideologie[53]
- Gender-Ideologie (engl.: gender ideology, ideology of gender), laut Fitz John Porter Poole im Sinne einer kulturellen Konstruktion von Gender.[54]
- Geschlechterwissen

Der Begriff „Gender-Ideologie“ wird im Anti-Gender-Diskurs in anderer Bedeutung verwendet – angelehnt an eine entsprechende Begriffsverwendung in Dokumenten des Vatikans.